# Le Regard (film, 2005)
Pour les articles homonymes, voir Le Regard.
Pour plus de détails, voir Fiche technique et Distribution.
Le Regard (النظرة) est un film maroco-norvégien écrit et réalisé par Nour-Eddine Lakhmari sorti en 2005.

## Synopsis
Le photographe français Albert Tueis, âgé de 70 ans, prépare une exposition regroupant l'intégralité de ses œuvres photographiques. Seulement, il lui manque des photos qu'il avait pris à l'âge de 19 ans, pendant qu'il était photographe pour l'armée française à l'époque la guerre d'indépendance du Maroc, et qui ne furent jamais publiées. Pour compléter la rétrospective de sa carrière, Albert retourne au Maroc à la recherche des négatifs qu'il croit être enterrés en toute sécurité dans le pays. Mais tout ne se passe pas comme prévu, et le photographe se retrouve confronté aux démons de son passé...

## Fiche technique
- Titre original : Le Regard النظرة
- Titre norvégien : Blikket
- Réalisation : Nour-Eddine Lakhmari
- Scénario : Nour-Eddine Lakhmari
- Photographie : Kjell Vassdal
- Musique : Øistein Boassen
- Son : Carl Svensson
- Montage : Skule Eriksen, Philippe Ravoet
- Storyboard : Kent Jensen
- Production : Aamund Johannesen, Aziz Nadifi, Egil Ødegård
- Sociétés de production : Casablanca Films Productions, Filmhuset, Free Artists
- Société de distribution :
- Pays d'origine :  Maroc,  Norvège
- Langue : arabe marocain, français
- Lieu de tournage : Safi
- Budget : 10 millions de dirhams
- Genres : drame, guerre
- Durée : 87 minutes
- Date de sortie :
  -  18 mars 2005
  -  13 avril 2005

## Distribution
- Jacques Zabor : Albert
- Florian Cadiou : Albert à 19 ans
- Hassan Essakali : Issa Daoudi (vieux)
- Khalid Benchagra : Issa Daoudi (jeune)
- Abdellah Didane : Reda
- Mohcine Nadifi : Bader
- Driss Roukhe : Ramzi
- Keltoum Hajjami : Aida
- Guillaume Lanson : Carl
- Augustin Legrand : Freddy
- Aziz Nadifi : le barman
- Hamid Torchi : Omar
- Pierre Zaoui : Michel
- Rafik Baker : Gad
- Laurent Schneider : Marcel
- Philippe Michel : Jean-Marc Lavoisier
- Mohamed Inquaoui : Si Said